# C4-Benzole
Als C4-Benzole bezeichnet man in Chemie und Technik eine Gruppe von Verbindungen, bei denen Benzol mit vier weiteren Kohlenstoffatomen nur in Form von Alkylresten substituiert ist.
Zu diesen Stoffen mit der Summenformel C10H14 und einer molaren Masse von 134,22 g·mol−1 gehören 22 Verbindungen in 6 Gruppen:
- die drei Tetramethylbenzole (Prehnitol, Isodurol, Durol)
- die sechs Dimethylethylbenzole
- die drei Diethylbenzole
- die drei Isopropylmethylbenzole (z. B. p-Cymol)
- die drei n-Propylmethylbenzole
- die vier Butylbenzole